# پروژه محاسبات باز (OCP)
پروژه محاسبات باز (OCP) یک نهاد پیشرو در تسهیل اشتراک‌گذاری طراحی‌های پیشرفته محصولات مراکز داده و پیاده‌سازی بهترین رویه‌های صنعتی میان شرکت‌های فعال در این حوزه است   این سازمان که در سال 2011 تأسیس شده است، به‌طور چشمگیری در بهبود طراحی و بهره‌برداری از مراکز داده مقیاس بزرگ در سطح جهانی تأثیرگذار بوده و به توسعه نوآوری‌های زیرساختی و راهبردهای کارآمد در زمینه محاسبات ابری و مراکز داده کمک شایانی کرده است. 
تا جولای 2024، بیش از 50 شرکت در سراسر جهان به عضویت OCP درآمده‌اند که شامل شرکت‌های برجسته‌ای چون آرم هولدینگز ، متا ،آی‌بی‌ام ، اینتل ، نوکیا ، گوگل ، مایکروسافت ، سیگیت ، دل ، رکسپیس تکنالوجی ، هیولت پکرد انترپرایز ، انویدیا ، سیسکو ، گلدمن ساکس, سرمایه‌گذاری‌های فیدلیتی, لنوو و گروه علی بابا .  

## ساختار

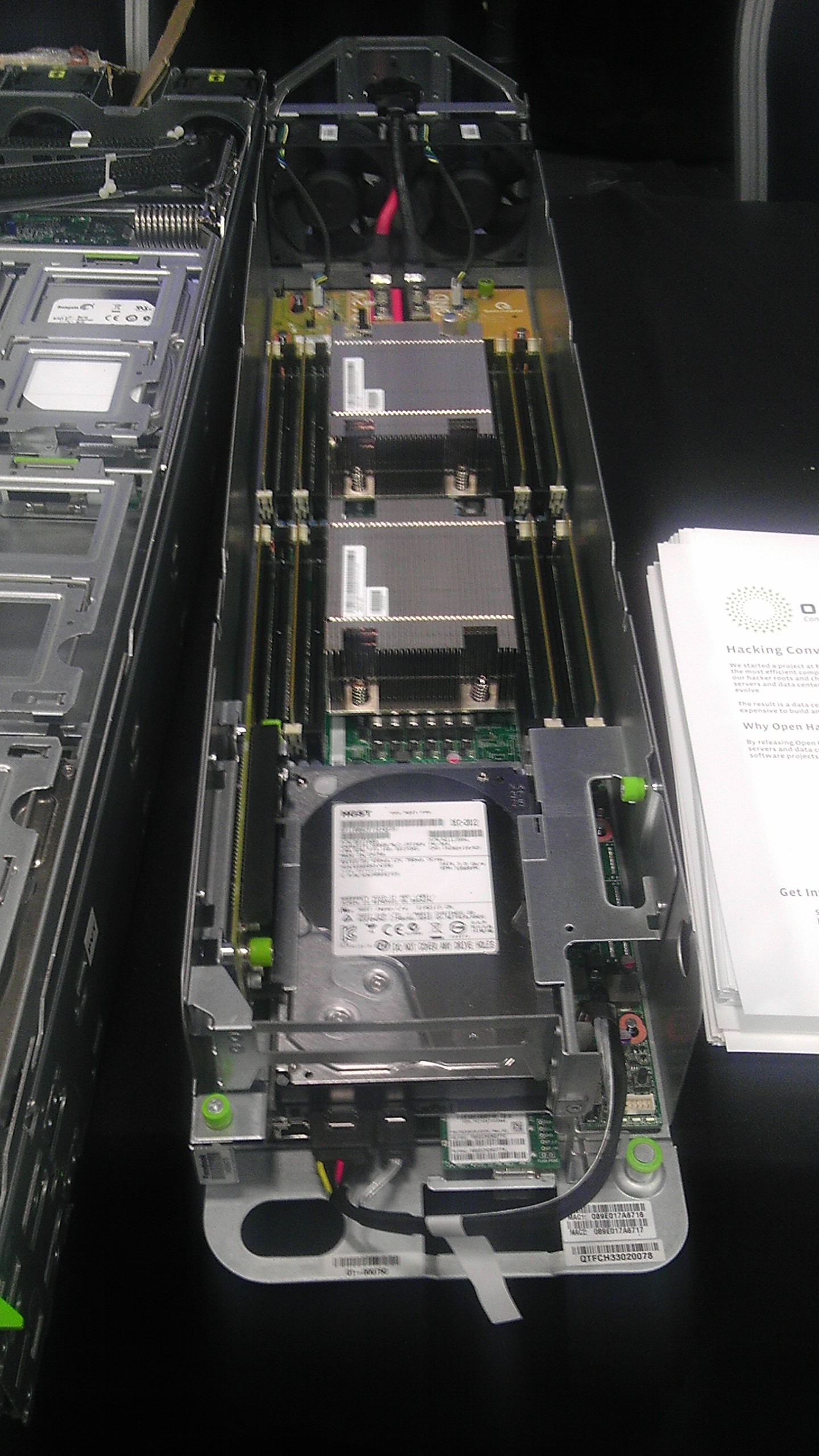
سرور Open Compute نسخه 2

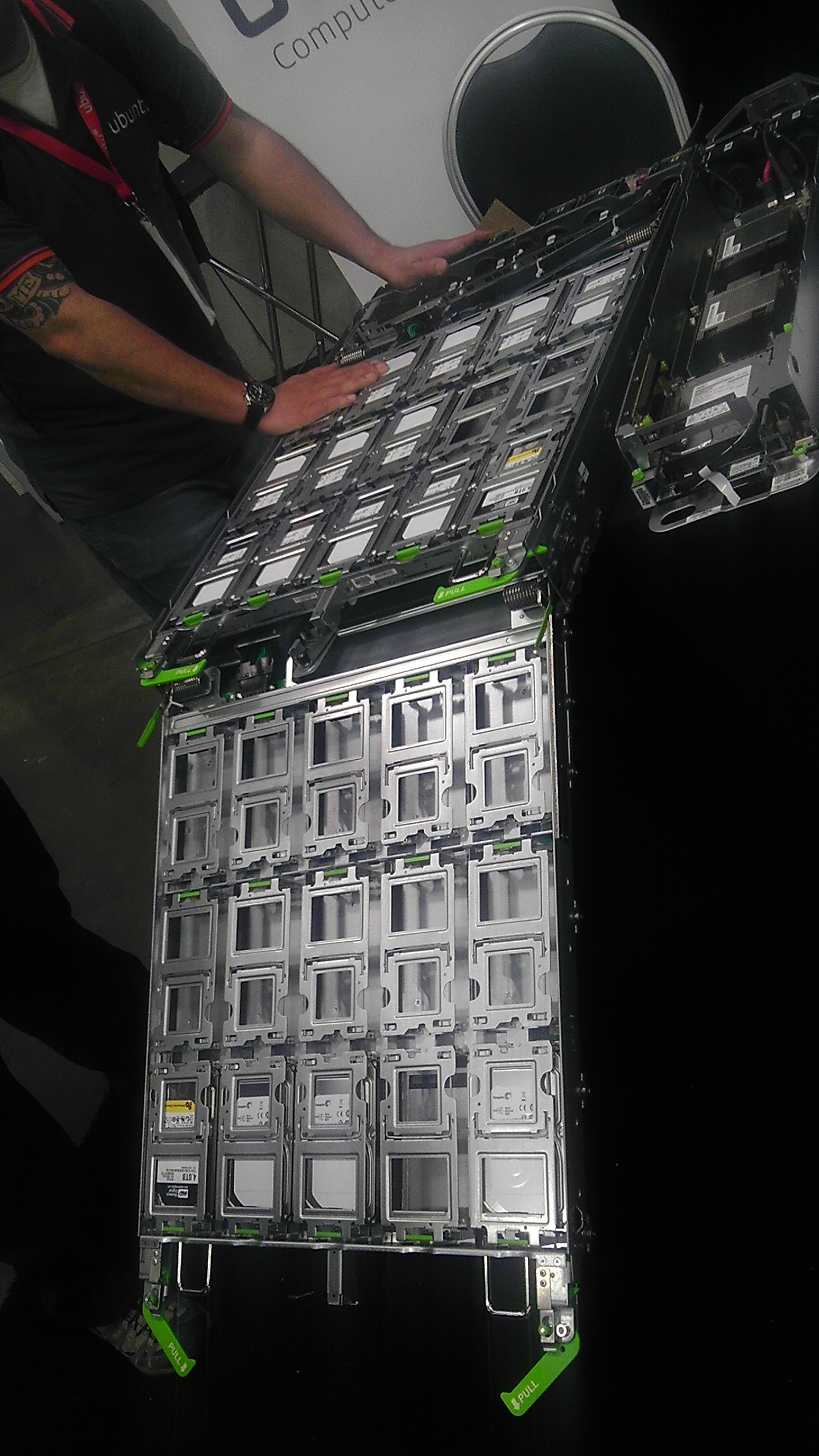
سینی درایو Open Compute V2،

بنیاد پروژه محاسبات باز (Open Compute Project Foundation) یک نهاد غیرانتفاعی تحت طبقه‌بندی 501(c)(6) است که در ایالت دلاور، ایالات متحده آمریکا به ثبت رسیده است. این بنیاد، دارای ساختار مدیریتی چندلایه است که شامل هیئت مدیره، هیئت مشورتی و کمیته راهبری جهت مدیریت بهینه عملیات و استراتژی‌های خود می‌باشد.
از جولای سال 2020، هیئت مدیره بنیاد شامل هفت عضو است که از یک عضو مستقل و شش عضو سازمانی تشکیل شده است. مارک رونیگ ( فیسبوک ) مدیر و رئیس هیئت مدیره بنیاد است. اندی بکتولشیم عضو مستقل است. علاوه بر مارک رونیگ که نماینده فیس‌بوک است، سایر سازمان‌های حاضر در هیئت‌ مدیره Open Compute عبارتند از: اینتل (ربکا ویکلی)، مایکروسافت (کوشاگرا واید)، گوگل (پارتا رانگاناتان) و رکسپیس (جیم هاوکینز).
فهرست به‌روز اعضا را می‌توان در وب‌سایت opencompute.org مشاهده کرد.

## تاریخچه
پروژه محاسبات باز در فیس بوک به عنوان یک پروژه داخلی در سال 2009 به نام "پروژه آزادی" آغاز شد. تیم طراحی و مهندسی سخت‌افزار توسط امیر مایکل (مدیر، طراحی سخت‌افزار) هدایت می‌شد   و جاناتان هایلیگر (معاون عملیات فنی) و فرانک فرانکوفسکی (مدیر، طراحی سخت‌افزار و زیرساخت) از این پروژه حمایت می‌کردند. این سه نفر بعدها طراحی‌های Project Freedom را متن‌باز کردند و پروژه Open Compute را بنیان‌گذاری کردند.   این پروژه در یک رویداد مطبوعاتی در دفتر مرکزی فیس بوک در پالو آلتو در 7 آوریل 2011 معرفی شد. 

## پروژه های OCP
بنیاد Open Compute Project تعدادی از پروژه‌های OCP را مدیریت می‌کند، از جمله:

### طراحی سرورها
دو سال پس از آغاز پروژه Open Compute، با تمرکز بر طراحی ماژولارتر سرورها، اعتراف شد که "طراحی جدید هنوز فاصله زیادی با مراکز داده واقعی دارد". با این حال، برخی جنبه‌های منتشر شده برای بهبود بهره‌وری انرژی در مرکز داده Prineville فیس بوک مورد استفاده قرار گرفت، که این بهبود با شاخص PUE (اثرگذاری استفاده از توان) تعریف‌شده توسط The Green Grid اندازه‌گیری شد. 
تلاش‌ها برای پیشبرد طراحی نودهای محاسباتی سرور شامل طرحی برای پردازنده‌های اینتل و طرحی دیگر برای پردازنده‌های AMD بود. در سال 2013، ، Calxeda طراحی‌ای با پردازنده‌های مبتنی بر معماری ARM ارائه کرد.  از آن زمان، چندین نسل از طراحی‌های سرور OCP ارائه شده‌اند، از جمله:
- Wildcat (اینتل)
- Spitfire (ای ام دی)
- Windmill (اینتل E5-2600)
- Watermark (ای ام دی)
- Winterfell (اینتل E5-2600 v2)
- Leopard (اینتل E5-2600 v3)[۱۶] [۱۷]

### ماژول شتاب دهنده OCP
ماژول شتاب‌دهنده OCP (OAM) یک مشخصه طراحی برای معماری‌های سخت‌افزاری است که سیستم‌های هوش مصنوعی با نیاز به پهنای باند بالای ماژول به ماژول را پیاده‌سازی می‌کند.
OAM در برخی از ماژول‌های شتاب‌دهنده Instinct شرکت AMD استفاده می‌شود.

### طراحی رک و پاور
طراحی‌های سیستم نصب مکانیکی با هدف بهبود هم‌گرایی میان رک‌های باز و رک‌های استاندارد 19 اینچی منتشر شده‌اند. این رک‌ها دارای همان عرض خارجی (600 میلی‌متر) و عمق رک‌های استاندارد هستند، اما به‌گونه‌ای طراحی شده‌اند که قابلیت نصب شاسی‌های عریض‌تر با عرض 537 میلی‌متر (21 اینچ) را داشته باشند. این طراحی امکان جا دادن تجهیزات بیشتر در همان حجم فیزیکی را فراهم کرده و بهبود قابل‌توجهی در جریان هوا و کاهش مقاومت حرارتی ایجاد می‌کند. اندازه‌های شاسی محاسباتی بر اساس مضارب OpenU یا OU تعریف شده است که معادل 48 میلی‌متر است و این مقدار کمی بلندتر از واحد رک معمولی 44 میلی‌متر می‌باشد. جدیدترین مشخصات مکانیکی پایه، به‌عنوان Open Rack V3، توسط شرکت متا در سال 2022 منتشر شد و مشارکت قابل‌توجهی از گوگل و ریتال در این امر صورت گرفت.
هم‌زمان با انتشار این مشخصات پایه، متا همچنین مشخصات مربوط به رکتیفایرها و قفسه‌های پاور را با جزئیات بیشتری ارائه داد. مشخصات رابط نظارت بر قدرت (PMI)، که یک رابط ارتباطی برای تسهیل ارتباطات بالادستی بین رکتیفایرها و واحد پشتیبان باتری (BBU) است، نیز توسط متا در همان سال منتشر شد. دلتا الکترونیک به‌عنوان مشارکت‌کننده اصلی در توسعه مشخصات فنی BBU ایفای نقش کرد.
از سال 2020 به بعد، با افزایش نیازهای پردازشی هوش مصنوعی در مراکز داده، تقاضا برای توان الکتریکی بالاتر افزایش یافت تا بتوان نیازهای انرژی پردازنده‌های جدیدتر و پیچیده‌تر را برآورده کرد. متا در حال حاضر در حال به‌روزرسانی مشخصات رکتیفایر، قفسه پاور، واحد پشتیبان باتری و رابط مدیریت انرژی Open Rack V3 است تا بتواند این معماری‌های جدید و پیشرفته هوش مصنوعی را پشتیبانی کند.
در ماه می 2024، در اجلاس منطقه‌ای Open Compute، متا و ریتال برنامه‌های خود را برای توسعه اکوسیستم High Power Rack (HPR) همراه با شرکای خود در حوزه رک، انرژی و کابل اعلام کردند. این به‌روزرسانی‌ها ظرفیت توان رک را به 92 کیلووات یا بیشتر افزایش می‌دهد تا نیازهای انرژی بالای نسل جدید پردازنده‌ها را تأمین کند. در همان جلسه، دلتا الکترونیک و ادونسد انرژی پیشرفت خود را در توسعه استانداردهای جدید Open Compute برای طراحی قفسه‌های پاور و رکتفایر برای کاربردهای HPR معرفی کردند.  ریتال همچنین به تشریح همکاری خود با متا در طراحی مهار جریان هوا، طراحی شینه‌ها و طرح‌های اتصال به زمین با الزامات جدید HPR را تشریح کرد. 

### ذخیره سازی داده ها
لوک‌های ذخیره‌سازی Open Vault به‌عنوان یکی از پیشرفته‌ترین راهکارهای ذخیره‌سازی، تراکم بالای دیسک‌ها را با 30 دیسک در یک شاسی Open Rack با اندازه 2U ارائه می‌دهند که به‌طور خاص برای تسهیل فرآیند تعویض دیسک‌ها طراحی شده است. دیسک‌های 3.5 اینچی در دو کشو سازمان‌دهی شده‌اند، به‌طوری‌که هر کشو شامل پنج دیسک در عرض و سه دیسک در عمق می‌باشد. اتصالات از طریق فناوری SCSI متصل به سریال برقرار می‌شود که کارایی بالایی در انتقال داده‌ها ارائه می‌دهد. این معماری ذخیره‌سازی همچنین با نام "Knox" شناخته می‌شود و یک نسخه ویژه برای ذخیره‌سازی سرد نیز دارد که در آن دیسک‌های غیرفعال به‌منظور کاهش مصرف انرژی به حالت خاموش درمی‌آیند.  در سال 2012، یک رویکرد طراحی دیگر توسط Hyve Solutions، یکی از بخش‌های شرکت سینکس، معرفی شد که نقش مهمی در توسعه این فناوری ایفا کرد.   در اجلاس OCP سال 2016، فیسبوک به همراه Wiwynn، که یکی از شرکت‌های منشعب از ODM کمپانی تایوانی Wistron است، راهکار "Lightning" را معرفی کردند؛ یک JBOF (مجموعه‌ای از فلش‌های NVMe) انعطاف‌پذیر که مبتنی بر طراحی موجود Open Vault (Knox) توسعه یافته و با هدف بهینه‌سازی بهره‌وری و انعطاف‌پذیری در ذخیره‌سازی داده‌ها طراحی شده است.  

### دیتا سنترهای با بهره‌وری انرژی بهینه
OCP طرح‌هایی جامع برای بهینه‌سازی بهره‌وری انرژی در مراکز داده منتشر کرده است. این طرح‌ها شامل توزیع برق در ولتاژ 277 ولت AC هستند که باعث حذف یک مرحله ترانسفورماتور در طراحی سنتی مراکز داده می‌شود، و به این ترتیب بازده انرژی افزایش می‌یابد. علاوه بر این، منبع تغذیه با ولتاژ ثابت (12.5 ولت DC) که برای تطابق با ورودی 277 ولت AC طراحی شده است، به همراه سیستم پشتیبانی باتری با ولتاژ 48 ولت DC نیز بخشی از این طراحی‌ها است. این اصلاحات در راستای کاهش تلفات انرژی و بهبود قابلیت اطمینان سیستم‌های برق در مراکز داده ارائه شده‌اند.

### سوئیچ های شبکه ای باز
در تاریخ 8 می 2013، تلاشی برای تعریف سوئیچ های شبکه باز مطرح شد. هدف این تلاش، فراهم‌سازی امکان بارگذاری سیستم عامل ختصاصی فیسبوک بر روی سوییچ‌ها بود. گزارش‌های خبری پیش‌بینی می‌کردند که سوییچ‌های با هزینه بالا و عملکرد برجسته همچنان محبوبیت خود را حفظ کنند، در حالی که محصولات ارزان‌تر، که عمدتاً به‌عنوان یک کالای رایج و غیرخاص در نظر گرفته می‌شوند (با استفاده از اصطلاح "top-of-rack")، احتمالاً این پیشنهاد را بپذیرند 
اولین تلاش فیسبوک برای طراحی یک سوییچ شبکه باز، با همکاری سازنده تایوانی ODM به نام Accton و با بهره‌گیری از چیپ برودکام Trident II انجام شد. این سوییچ که "Wedge" نامیده می‌شود، از سیستم‌عامل لینوکسی به نام FBOSS استفاده می‌کند.   در ادامه، سوییچ‌های پیشرفته‌تری مانند "6-pack" و "Wedge-100" معرفی شدند که بر اساس چیپ‌های Broadcom Tomahawk ساخته شده‌اند.  طراحی‌های مشابه برای سوییچ‌های شبکه توسط شرکت‌هایی نظیر Accton Technology Corporation (و شرکت زیرمجموعه آن Edgecore Networks)، Mellanox Technologies، Interface Masters Technologies و Agema Systems ارائه شده‌اند.  این سوییچ‌ها قادر به اجرای سیستم‌عامل‌های شبکه‌ای سازگار با محیط نصب شبکه باز (ONIE) هستند، از جمله Cumulus Linux، Switch Light OS از Big Switch Networks، و PICOS از Pica8.  همچنین پروژه مشابهی برای توسعه یک سوییچ سفارشی برای پلتفرم گوگل مطرح شده بود که به تدریج به استفاده از پروتکل OpenFlow تکامل یافت.  

### سرورها
زیرپروژه مرتبط با Mezzanine (NIC) به منظور تعریف مشخصات OCP NIC 3.0 نسخه 1v00 در اواخر سال 2019 منتشر گردید و سه نوع فرم فاکتور را تعیین نمود: SFF، TSFF، و LFF. این فرم فاکتورها با هدف استانداردسازی طراحی و سازگاری زیرساخت‌های شبکه، امکان ادغام و توسعه سریع‌تر را فراهم می‌سازند. نسخه 1v00 این مشخصات به منظور بهبود کارایی و قابلیت انعطاف‌پذیری در معماری‌های مختلف شبکه به‌ویژه در سطح مراکز داده مدرن ارائه شده است. 

## دعاوی قضایی
در مارس 2015، گروه بلیدروم و شرکت بریپکو (بریتانیا) از فیسبوک، امرسون الکتریک و سایرین شکایت کردند و ادعا نمودند که فیسبوک اسرار تجاری مربوط به مراکز داده پیش‌ساخته آنان را در پروژه "محاسبات باز" افشا کرده است.  فیسبوک درخواست رد این دعوی را مطرح نمود،  اما این درخواست در سال 2017 توسط دادگاه رد شد.   نهایتاً، در آوریل 2018، یک توافق محرمانه در میانه محاکمه میان طرفین به دست آمد. 

#### دیتاسنترها
- Prineville Data Center

- Forest City Data Center
- Altoona Data Center
- Luleå Data Center (Sweden)
- Fort Worth Data Center
- Clonee Data Center (Ireland)

ویدیوها
- HC23-T2: The Open Compute Project در یوتیوب, Hot Chips 23, 2011 2.5 Hour Tutorial
- Facebook Open Compute Server در یوتیوب, Facebook V1 Open Compute Server
- Facebook V2 Windmill Server در یوتیوب
- Hyve: Adapting Facebook's Servers for Your Data Center در یوتیوب, Open Compute starts at 5:40

مطالعات موردی
- Game publisher builds a cost-efficient, scalable data center and reduces operational complexities with OCP. بایگانی‌شده  در ۲۰۱۸-۱۰-۱۳ توسط Wayback Machine